# The Crunge
The Crunge is een nummer van de Engelse rockband Led Zeppelin. Het is het vierde nummer van hun vijfde studioalbum Houses of the Holy uit 1973. In, onder andere, de Verenigde Staten verscheen het als B-kant van het op single uitgegeven nummer "D'yer Mak'er", afkomstig van hetzelfde album.

## Compositie en opname
"The Crunge" kwam voort uit een jamsessie die de bandleden hadden tijdens hun verblijf in Mick Jaggers huis Stargroves in Hampshire, in 1972. De tekst en de manier van zingen door zanger Robert Plant kan gezien worden als een parodie op het nummer "Get Up (I Feel Like Being a) Sex Machine" van James Brown. Aan het eind van het nummer vraagt Plant wanneer "de brug" begint. Het nummer stopt daarna abrupt zonder dat er een brug gespeeld is. Brown maakte tijdens opnames vaak gebruik van de zin: "Take it to the Bridge". Bassist John Paul Jones beschouwt "The Crunge" als een van zijn favoriete Led Zeppelin nummers.

## Recensie
Muziekjournalist Gordon Fletcher van Rolling Stone Magazine, gaf het nummer in 1973 een negatieve review. Hij noemde het, net als het nummer "D'yer Mak'er": "Een slechte imitatie" en "Een van de slechtste nummers die de band ooit gemaakt heeft. Een hoop gitaarherrie, een slechte baspartij, een idiote tekst ("When she walks, she walks, and when she talks, she talks"), en dan nog het volstrekt overbodige synthesizerspel van Jones". 

## Live-uitvoeringen
Tot 1975 was het nummer alleen te horen als onderdeel van de "Whole Lotta Love"-medley. Tijdens de concerttour in 1972 door de Verenigde Staten en Canada was het, samen met "Walter's Walk", onderdeel van het nummer "Dazed and Confused". Een ruim 25 minuten durende uitvoering daarvan, opgenomen op 25 juni 1972 in The Forum in Inglewood (Californië), is te horen op het livealbum How the West Was Won uit 2003. Tijdens de tour in 1975 door de VS en Canada werd "The Crunge" een paar keer gespeeld als overgang tussen de nummers "Whole Lotta Love" en "Black dog".

## Cover-versies
"The Crunge" is door diverse artiesten gecoverd. De bekendste zijn:

| Artiest                    | Album              | Jaar |
| -------------------------- | ------------------ | ---- |
| Joshua Redman Elastic Band | Momentum           | 2005 |
| Gov't Mule                 | Holy Haunted House | 2008 |